# Sibirski haski
Sibirski haski (rus. сибирский хаски) je radni pas srednje veličine, koji pripada obitelji špiceva i podrijetlom je iz Sibira.
Njegovo krzno može biti: crno - bijelo, sivo bijelo ili čak crveno - bijele boje, dok boja očiju može biti plava, što je karakteristično za ovu rasu, ali i smeđa. Oči im ne moraju biti iste boje, što se naziva bi-color oči, također oko moze biti prošarano smeđim i plavim nijansama. Linjanje kod sibirskih haskija je povezano s vremenskim uvjetima i kada do njega dođe, što se događa 2 do 3 puta godišnje, ono traje oko 10 - 30 dana. Ovaj bliski rođak aljaskoga malamuta i samojeda živi prosječno od 13 do 15 godina, a uz pravilnu njegu i prehranu čak i duže.
Zahvaljujući dvostrukom gustom krznu, haskiji su lako prilagodljivi u hladnijim ali i toplijim krajevima. Gusto krzno ih štiti od hladnog vjetra kao izolator ali i od vrućine.
Mužjaci teže 20 do 27 kilograma, a dosežu visinu od 53 do 60 centimetara. Ženke teže od 16 do 23 kilograma, a mogu biti visoke od 51 do 56 centimetara. Ženka okoti u prosjeku od 5 do 7 mladunca.

## Povijest
Prvo spominjanje ove pasmine vezuje se za narod koji se zove Čukči koji su živjeli na Čukotskom poluotoku, koji je vršio odabir najboljih pasa, kako bi dobio izdržljivoga, brzoga i snažnoga psa s dobrom orijentacijom, što je na kraju dovelo do nastanka sibirskog haskija. Početkom 20. stoljeća, prenijet je na Aljasku, gdje je zbog svojih osobina korišten za vuču saonica. Godine 1908. održana je prva utrka saonicama, koju su vukli sibirski haskiji; staza je bila duga 408 km, a prijeđena je za 119 sati. Ubrzo, rasa se proširila na Kanadu i ostatak SAD-a. Američki kinološki klub je sibirske haskije kao rasu priznao tek 1930. Sredinom 50.-ih godina 20. stoljeća, prenijeti su i u Europu .

## Galerija
- Bijeli sibirski haski
- U bazenu
- Štene
- Vuča saonica
- U trku